# Hiện vật bảo tàng

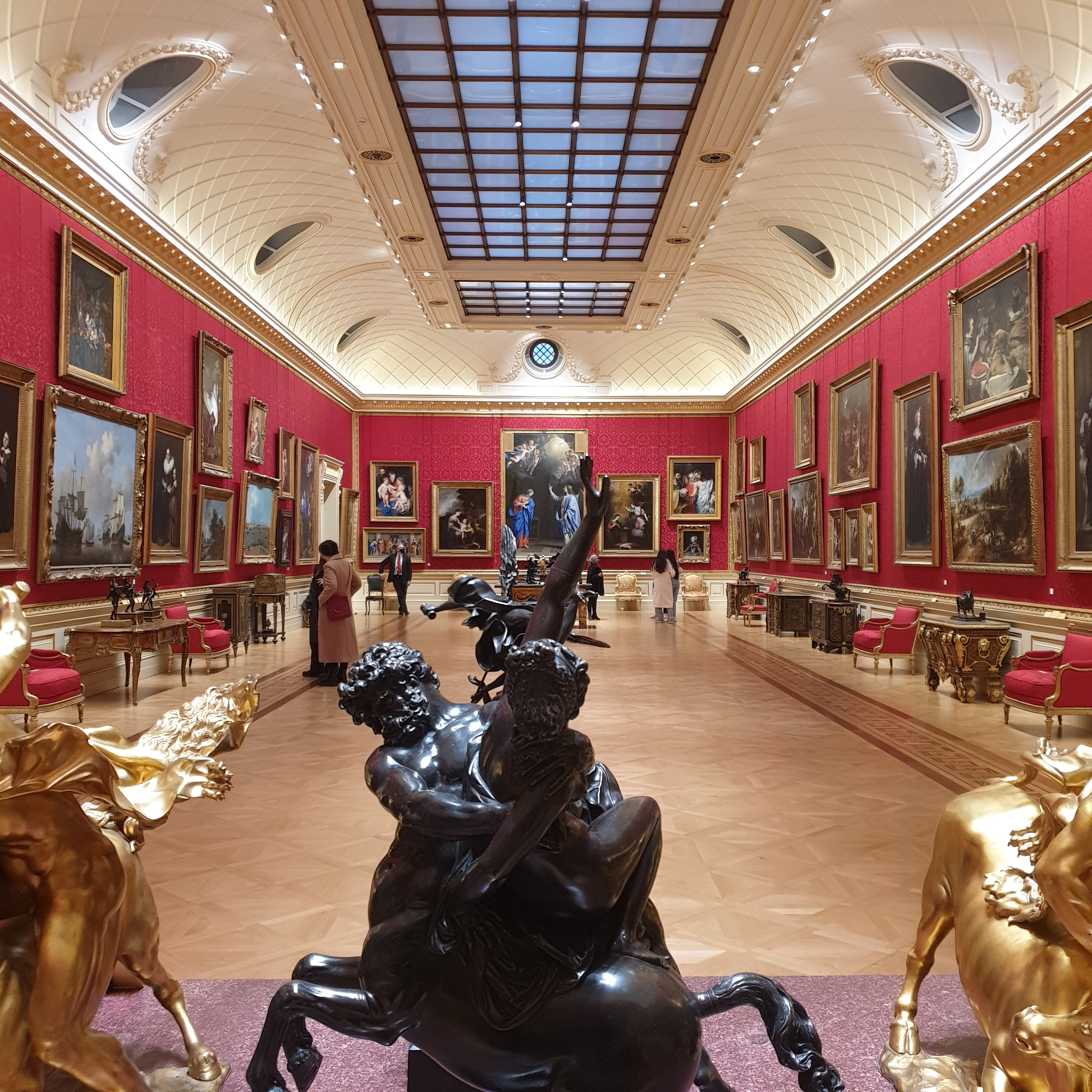
Các hiện vật được trưng bày tại bảo tàng Wallace gồm tranh nghệ thuật, tượng nghệ thuật các loại

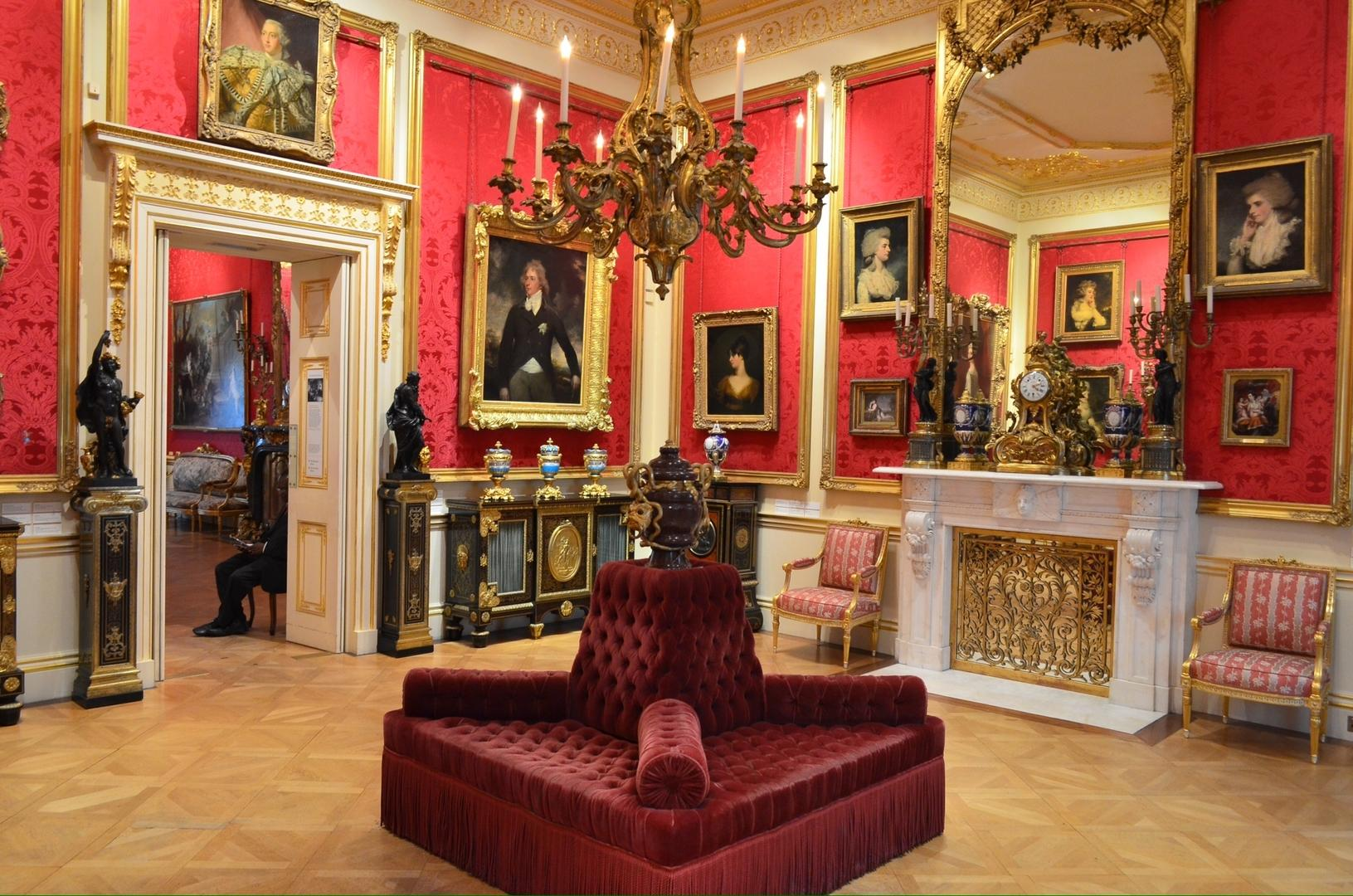
Nội thất và bài trí các hiện vật trong bảo tàng

Hiện vật bảo tàng (Museum collection) là  danh mục các hiện vật sưu tầm của một viện bảo tàng được tập hợp thành bộ sưu tập bảo tàng, thông thường là các cổ vật, đồ cổ, hiện vật khảo cổ, các hiện vật có giá trị lịch sử, văn hóa, nghệ thuật với các chủ đề độc đáo tạo thành điểm cốt lõi cho các hoạt động của bảo tàng so với các hoạt động trưng bày, triển lãm, giới thiệu, giáo dục, nghiên cứu và giúp phân biệt bảo tàng với kho lưu trữ hoặc thư viện, nơi nội dung có tập trung nhiều hơn vào tư liệu, giấy tờ, có thể thay thế và ít hướng đến triển lãm hơn, hoặc bộ sưu tập cá nhân về nghệ thuật do một cá nhân, gia đình hoặc tổ chức lập ra mà không được phép công khai. Bảo tàng thường có chính sách thu thập đối với các hiện vật mới mua, do đó chỉ những hiện vật thuộc một số danh mục nhất định và có chất lượng nhất định mới được chấp nhận vào bộ sưu tập. Quá trình chính thức đưa một hiện vật vào bộ sưu tập được gọi là nhập kho và mỗi hiện vật được cấp một số nhập duy nhất bằng thẻ chỉ mục. Nhiều bảo tàng sẽ không tiếp nhận những đồ vật được mua lại một cách bất hợp pháp hoặc không rõ nguồn gốc xuất xứ.
Một bộ sưu tập bảo tàng thường bao gồm nhiều loại vật liệu, chất liệu trong một bộ sưu tập duy nhất bao gồm nhưng không giới hạn như các hiện vật có chất liệu từ vải bạt, sơn dầu, acrylic, gỗ, ngà voi, giấy, xương, da và hàng dệt may, thổ cẩm. Vấn đề về bảo quản hiện vật lớn nhất đối với các bộ sưu tập bảo tàng là sự thay đổi về độ ẩm và nhiệt độ tương đối trong không gian hẹp. Nhiệt độ phòng tuy không quan trọng đối với tuổi thọ của một tác phẩm nghệ thuật, nhưng thật sự mà nói thì đúng là phản ứng hóa học sẽ diễn ra nhanh hơn ở nhiệt độ cao hơn. Người ta cũng đã nhất trí trên bình diện quốc tế rằng nhiệt độ chuẩn RH nên được căn chỉnh ở mức 50–55%, tiêu chuẩn này đã được chấp nhận phổ biến vì giới hạn dưới nhiệt độ được điều chỉnh ở mức 45% vì thiệt hại đối với vật liệu hữu cơ bắt đầu xảy ra bên dưới điểm này. Giới hạn trên (mức trần nhiệt độ) được thiết lập ở mức 65% vì nấm mốc sẽ phát triển mạnh vào khoảng 70% RH. Đối với hầu hết các đơn vị, duy trì độ ẩm tương đối 50% cũng rẻ hơn so với duy trì độ ẩm tương đối 45% hoặc 60%.

## Chủ đề
Các bộ sưu tập của bảo tàng và lưu trữ nói chung thường được lập danh mục trong một danh mục bộ sưu tập, theo truyền thống là trong một thẻ chỉ mục, nhưng ngày nay là trong một cơ sở dữ liệu được vi tính hóa, số hóa. Việc chuyển danh mục bộ sưu tập sang phương tiện dựa trên máy tính là một công việc quan trọng đối với hầu hết các bảo tàng. Tất cả các lần mua mới thường được lập danh mục trên máy tính trong các bảo tàng hiện đại, nhưng thường có một số lượng lớn các mục danh mục cũ cần được vi tính hóa khi có thời gian và kinh phí. Bộ sưu tập cố định của bảo tàng là tài sản mà bảo tàng sở hữu và có thể trưng bày, mặc dù các yêu cầu về không gian và bảo tồn thường có nghĩa là hầu hết bộ sưu tập không được trưng bày. Các bảo tàng cũng thường tổ chức các triển lãm tạm thời các tác phẩm có thể đến từ toàn bộ hoặc một phần bộ sưu tập cố định của họ hoặc có thể được cho mượn toàn bộ hoặc một phần (một "triển lãm cho mượn"). Một triển lãm lưu động được tổ chức tại nhiều địa điểm, những triển lãm này có xu hướng là các triển lãm cho mượn lớn có thể được triển lãm tại hai hoặc ba địa điểm ở các quốc gia khác nhau hoặc các tác phẩm được chọn lọc từ bộ sưu tập của một bảo tàng lớn được trưng bày tại một số bảo tàng khu vực.
Bộ sưu tập hiện vật của bảo tàng rất đa dạng, có các bộ sưu tập nghệ thuật, mẫu vật khoa học, hiện vật lịch sử, mẫu vật sống trong lưu trữ động vật học và nhiều hơn thế nữa. Vì có quá nhiều thứ để sưu tầm nên hầu hết các bảo tàng đều có một lĩnh vực chuyên môn cụ thể và thường trưng bày theo chuyên đề và chủ đề với những hiện vật mà bảo tàng đã sưu tầm, thu thập, trao đổi mà có được. Ví dụ, một bảo tàng lịch sử chỉ có thể sưu tầm các hiện vật liên quan đến một địa phương, địa danh thể hoặc thậm chí là một con người, danh nhân hoặc tập trung vào một loại hiện vật như ô tô đời cổ hoặc bộ sưu tập tem. Các bảo tàng nghệ thuật có thể tập trung vào hiện vật chủ đề cả một thời kỳ, chẳng hạn như nghệ thuật hiện đại hoặc một nghệ thuật của một vùng, khu vực. Các bảo tàng rất lớn thường có nhiều bộ sưu tập phụ, mỗi bộ sưu tập có tiêu chí riêng để sưu tầm. Ví dụ, một bảo tàng lịch sử tự nhiên (bảo tàng vạn vật học) sẽ có những mẫu vật của các loài thú (nhồi xác thú, thú nhồi bông) trong một bộ sưu tập riêng biệt với bộ sưu tập côn trùng như bộ sưu tập bướm, vỏ ốc. Vì các bảo tàng không thể sưu tầm và bảo quản được mọi thứ nên mỗi lần bổ sung mới tiềm năng phải được cân nhắc cẩn thận về tính phù hợp của nó đối với lĩnh vực quan tâm được xác định theo chức năng, nhiệm vụ, điều kiện, cơ sở vật chất, tôn chỉ mục đích một bảo tàng nhất định.

## Tiếp nhận

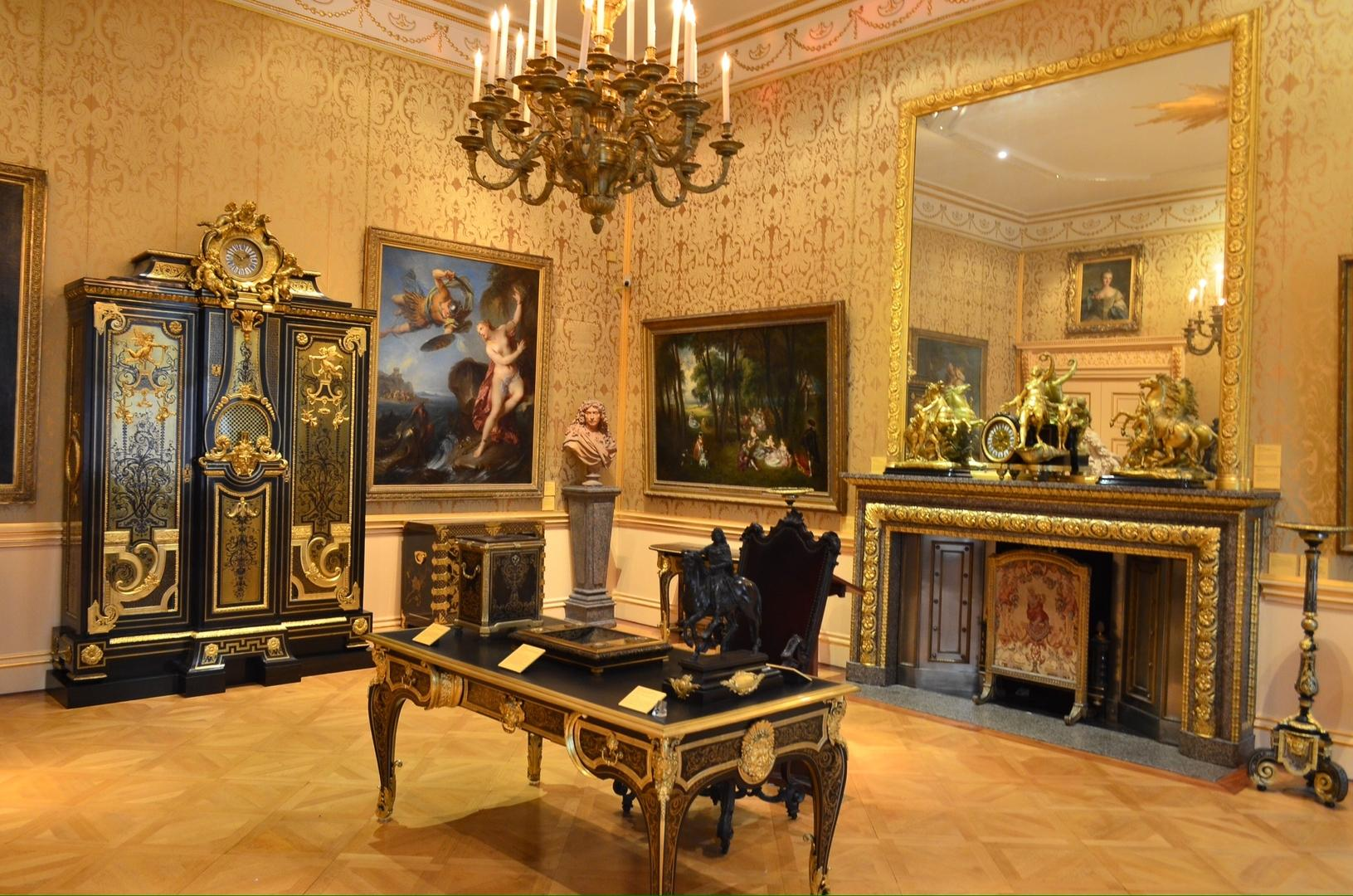
Hiện vật được bài trí trong bảo tàng

Trong các viện bảo tàng nghệ thuật, người ta đặc biệt quan tâm đến các đồ vật đã đổi chủ ở các nước châu Âu trong Thế chiến II và các đồ vật khảo cổ được khai quật sau khi Công ước UNESCO năm 1970 về việc vận chuyển tài sản văn hóa có hiệu lực. Các ngành khác có những mối quan tâm khác nhau, chẵng hạn như các bảo tàng nhân chủng học sẽ đặc biệt chú ý đến các đồ vật của người Mỹ bản địa (người da đỏ) có thể phải hồi hương và các bảo tàng cổ sinh vật học có thể xem xét cẩn thận xem các thủ tục cấp phép phù hợp có được tuân thủ khi họ được cung cấp các bộ sưu tập hóa thạch hay không. Trong khi trước đây, các bảo tàng thường chấp nhận các đồ vật có hạn chế dựa trên người tặng, thì ngày nay nhiều bảo tàng yêu cầu tặng quà không hạn chế. Các hạn chế phổ biến đối với người tặng bao gồm yêu cầu một đồ vật phải luôn được trưng bày hoặc một bộ sưu tập phải được giữ nguyên.
Tuy nhiên, những hạn chế như vậy có thể ngăn cản các bảo tàng thay đổi các cuộc triển lãm của họ khi học bổng phát triển và có thể gây ra các vấn đề về bảo tồn đối với các đồ vật mỏng manh dễ vỡ không phù hợp để tiếp tục trưng bày lâu dài. Quyết định cuối cùng về việc chấp nhận một đồ vật thường nằm trong tay hội đồng quản lý của bảo tàng. Trong các bảo tàng lớn, một ủy ban đặc biệt có thể họp thường xuyên để xem xét các vụ mua lại cổ vật tiềm năng. Sau khi quyết định chấp nhận một vật thể đã được đưa ra, vật thể đó sẽ được chính thức tiếp nhận thông qua Giấy trao tặng (Deed of Gift) và được nhập vào hồ sơ danh mục của bảo tàng. Mỗi vật thể được cấp một số danh mục duy nhất để nhận dạng. Sau đó, các vật thể được đóng thùng, đóng khung để lưu trữ lưu trữ phù hợp hoặc chuẩn bị cho triển lãm hoặc mục đích giáo dục khác. Sau khi được đưa vào bộ sưu tập, các hiện vật trong bảo tàng phải được coi sóc phù hợp. Các hiện vật mới có thể được người bảo quản kiểm tra và xử lý mọi hư hỏng có từ trước. Sau đó, hiện vật được những người quản lý hoặc chuyên gia khác có hiểu biết về tầm quan trọng và lịch sử của hiện vật tiến hành lập danh mục. Sau đó, hiện vật sẽ được đưa đến một địa điểm lưu trữ phù hợp. 

## Bảo quản
Các điều kiện lưu trữ của bảo tàng nhằm bảo vệ hiện vật và giảm thiểu mọi sự xuống cấp. Điều này thường có nghĩa là giữ hiện vật trong điều kiện khí hậu ổn định, ngăn ngừa tiếp xúc với sâu bệnh, mối mọt, giảm thiểu mọi hành vi xử lý và chỉ sử dụng các vật liệu lưu trữ không làm hư hỏng hoặc gây hại cho hiện vật. An toàn đối với hiện vật cũng bao gồm việc cung cấp an ninh phù hợp, lập kế hoạch ứng phó với thảm họa và các mối đe dọa khác, đồng thời đảm bảo rằng nhân viên bảo tàng được đào tạo về các quy trình xử lý phù hợp. Các loại hiện vật khác nhau có các yêu cầu khác nhau và nhiều bảo tàng có khu vực lưu trữ chuyên biệt. Ví dụ, những bức tranh đóng khung có thể được lưu trữ trên giá ở một phòng tranh trong khi tranh không đóng khung được lưu trữ trong các ngăn kéo lớn ở phòng khác. Một số hiện vật có nhu cầu cực kỳ chuyên biệt, ví dụ, vật liệu từ các địa điểm khảo cổ dưới nước có thể cần phải được giữ ẩm, và một số hiện vật rất hiếm và bị hư hỏng nặng cần môi trường không có oxy. Tại bất kỳ thời điểm nào, các bảo tàng chỉ trưng bày một phần bộ sưu tập của bảo tàng đó. Điều này thường là do triển lãm đòi hỏi nhiều không gian hơn so với lưu trữ và không thực tế khi trưng bày toàn bộ bộ sưu tập. Các bảo tàng cũng có thể chứa nhiều hiện vật trùng lặp hoặc tương tự và thấy rằng một số mẫu vật phù hợp để trưng bày hơn những mẫu vật khác. Ngoài ra, một số hiện vật, đặc biệt là các tác phẩm trên giấy và hàng dệt, bị hư hỏng do bị tác động ánh sáng (bị phơi nắng, chiếu sáng làm mai một chất liệu) và chỉ được trưng bày trong thời gian ngắn. 

## Tiêu hủy

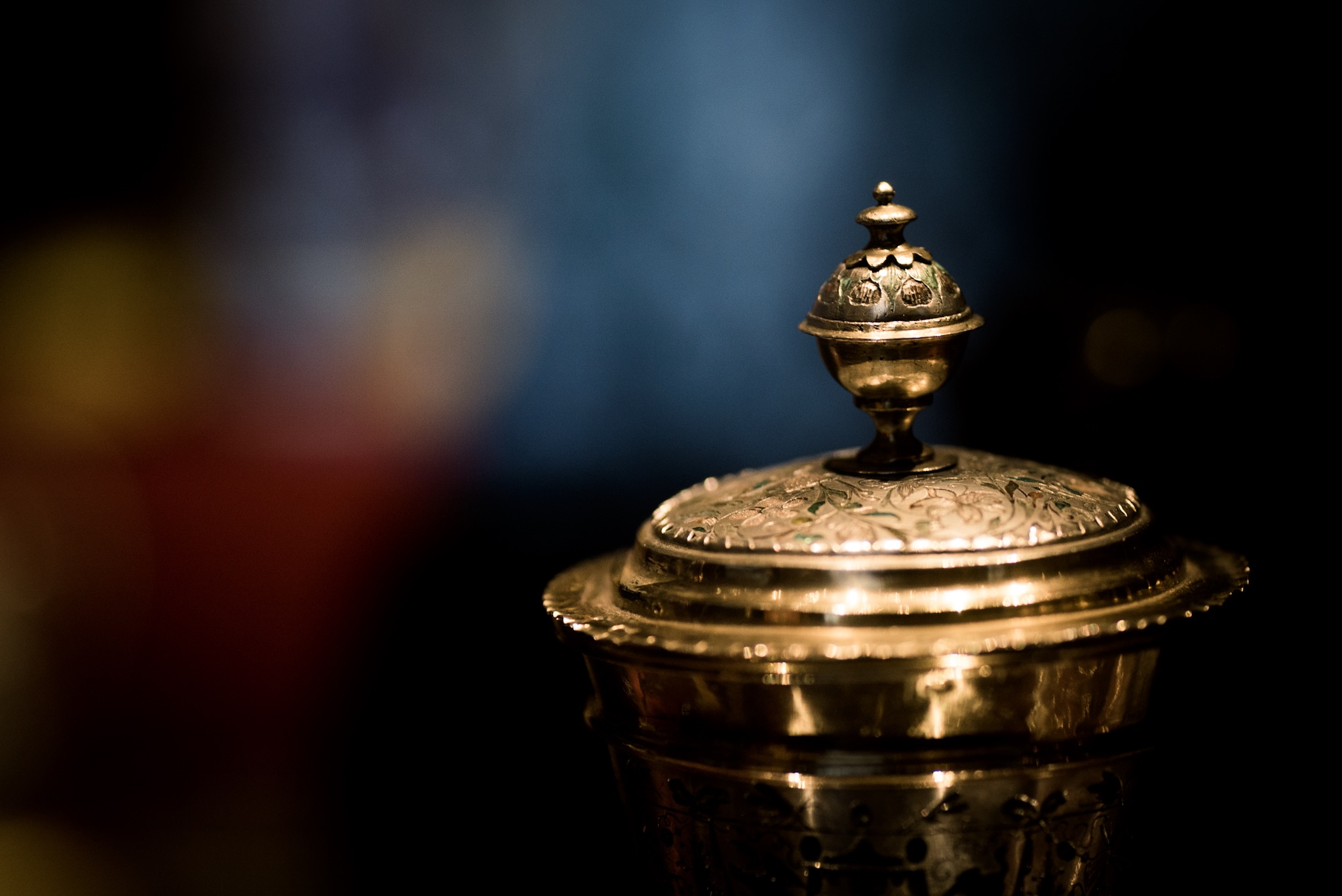
Đồ kim khí tạo tác của bảo tàng

Quyết định hủy bỏ hiện vật bao gồm bước đưa ra quyết định hủy bỏ và quyết định phương pháp xử lý. Nhìn chung, lựa chọn đầu tiên là chuyển một vật thể sang mục đích sử dụng hoặc bộ phận khác trong bảo tàng, chẳng hạn như hủy bỏ một vật thể trùng lặp từ bộ sưu tập cố định thành bộ sưu tập giảng dạy. Lựa chọn thứ hai là chuyển vật thể sang một tổ chức khác (chuyển giao hiện vật), thường là các tổ chức địa phương được ưu tiên. Liên minh Bảo tàng Hoa Kỳ và các hiệp hội khu vực khác thường lập danh sách hoặc bảng biểu để giúp tạo điều kiện thuận lợi cho các lần chuyển nhượng như vậy. Lựa chọn cuối cùng là đem xuất bán trên thị trường tự do (mua bán cổ vật). Việc bán trên thị trường tự do thường được mong đợi diễn ra tại phiên đấu giá thay vì thông qua bán chỉ định và thường phổ biến nhất ở các bảo tàng nghệ thuật do giá trị kinh tế cao của các bộ sưu tập nghệ thuật. Một ví dụ gây tranh cãi đã xảy ra khi mô hình Dodo hoàn chỉnh cuối cùng còn sót lại trong bộ sưu tập của bảo tàng tại Đại học Oxford đã bị loại bỏ do bị hư hỏng vào năm 1775. Một trường hợp khác là việc bán một bức tranh của J. M. W. Turner trong bộ sưu tập của Royal Holloway của Đại học Luân Đôn cho Bảo tàng Getty để tài trợ cho việc bảo trì tòa nhà, mặc dù thực tế là nhà tài trợ ban đầu đã yêu cầu rõ ràng rằng bộ sưu tập phải được lưu giữ nguyên vẹn.
Nhiều hướng dẫn đạo đức nghề nghiệp về việc hủy bỏ yêu cầu rằng các khoản tiền thu được từ việc xử lý các vật phẩm sưu tập chỉ được sử dụng để tăng hoặc duy trì bộ sưu tập còn lại. Ví dụ, Bộ quy tắc đạo đức của Hội đồng Bảo tàng Quốc tế (ICOM) nêu rõ rằng: "Tiền hoặc tiền bồi thường nhận được từ việc hủy bỏ và xử lý các vật thể và mẫu vật từ bộ sưu tập của bảo tàng chỉ nên được sử dụng vì lợi ích của bộ sưu tập và thường là để mua lại bộ sưu tập đó". Tại Vương quốc Anh có các hướng dẫn chi phối việc hủy bỏ và các vấn đề khó khăn về mặt đạo đức khác có thể được tìm thấy trong Bộ quy tắc đạo đức của Hiệp hội bảo tàng. Tại Hoa Kỳ, các hướng dẫn về những vấn đề này được Liên minh bảo tàng Hoa Kỳ ban hành. Các bảo tàng khác có thể có những hạn chế bổ sung về việc sử dụng tiền từ việc hủy bỏ quyền sở hữu. Ví dụ, tại một số bảo tàng, tiền thu được từ việc hủy bỏ quyền sở hữu một tác phẩm nghệ thuật chỉ có thể được sử dụng để mua một tác phẩm có phong cách hoặc thời kỳ tương tự (ví dụ, tiền từ việc bán một bản in của Mỹ thế kỷ XX không thể được sử dụng để mua một bức tranh Ý thế kỷ XVII) và tên của người tặng tác phẩm đã bán vẫn gắn liền với tác phẩm nghệ thuật đã mua. Việc bán tác phẩm nghệ thuật của bảo tàng để trang trải thâm hụt ngân sách và trả lương cho đội ngũ quản lý, nhân viên bảo tàng đã được so sánh với việc "đốt cả căn nhà chỉ để sưởi ấm nhà bếp".